# جودا أغويار دا سيلفا
جودا أغويار دا سيلفا (بالبرتغالية: Judá Aguiar da Silva‏) المعروف باسم جودا أغويار (ولد في 23 أكتوبر 1998 في البرازيل) لاعب كرة قدم برازيلي يجيد اللعب في مركز الوسط المدافع. يلعب حاليا لصالح الأهلي البحريني من 2024.